# Jean-Baptiste Daviais
Jean-Baptiste Daviais, né le 21 juillet 1878 à Rezé en Loire-Inférieure et mort le 6 janvier 1945 au camp de concentration de Dachau en Allemagne, est un militant associatif, résistant français.

## Biographie
Issu d'une famille d'ouvriers, il fréquente l'école communale de Rezé, dans la banlieue sud de Nantes, et entre ensuite à l'école professionnelle de l'avenue de Launay. Il en sort à 14 ans avec un bon bagage pour commencer son apprentissage de charpentier de navires. À 20 ans, il est chef traceur aux Chantiers de la Loire. De petite taille, mais trapu et robuste, il supporte vaillamment la fatigue de 10 heures, quelquefois 11 heures de travail. À 21 ans, il effectue son service militaire, trois ans au 6e régiment du génie. Quelques années plus tard, il part pour le compte de l'administration coloniale. Il organise un service de navigation fluviale sur le Sénégal puis le Niger.
À 40 ans, il revient à Nantes pour créer avec son associé Maillaud une société d'importation de bois qui s'agrandit au fil des ans. Mais sa nature le pousse vers ceux qui souffrent et principalement vers l'enfance malheureuse; il se consacre alors à la Maternelle, au Secours Immédiat, à la Fédération des Amicales d'anciens élèves et amis des écoles publiques de Nantes et banlieue (première fédération d'amicale laïque de Loire-Atlantique). 
Puis avec la débâcle de 1940 et l'exode, il décide d'ouvrir un centre d'accueil, impasse Saint-Laurent près de la cathédrale, dans une vieille maison inoccupée, afin d'héberger les réfugiés belges et ceux du Nord de la France. Soixante à quatre-vingt personnes y trouvent chaque jour le gîte et le couvert. Quand la place manque, il reçoit le surnombre dans sa propre maison. Au moment où les premiers mouvements de Résistance se structurent, on pense à lui. La confiance qu'il inspire en fait bientôt un chef. L'équipe passe au service du mouvement Libération, fondé par Christian Pineau, auquel il apporte un concours inestimable par l'ardeur qu'il déploie pour obtenir des renseignements.
Il est désigné comme futur maire de Nantes lors de la constitution du Comité départemental de Libération (CDL). Il héberge des juifs traqués et des réfractaires, leur fournit papiers, argent et lieux de travail. Mais après les aveux d'un jeune militant sous la torture, tous les militants du CDL sont arrêtés à partir du 17 avril 1944. Il est arrêté le 18. Torturé à Angers, transféré à Compiègne le 9 juin 1944, puis à Dachau le 18 juin dans le convoi 1229, en compagnie de ses camarades de la Résistance nantaise, Libertaire Rutigliano, Gilbert Burlot et Gabriel Goudy. Ce denier relatera, après la libération du camp, le 29 avril 1945, les circonstances de la mort de Jean-Baptiste Daviais (matricule 72471): « il a été contraint de rester nu dans la neige au sortir de la douche. Il fut frappé de congestion et mourut deux jours plus tard ». Il avait 67 ans.

## Honneurs et distinctions

### Décoration
- Médaille de la Résistance française (16 juin 1946)[12]

### Hommages

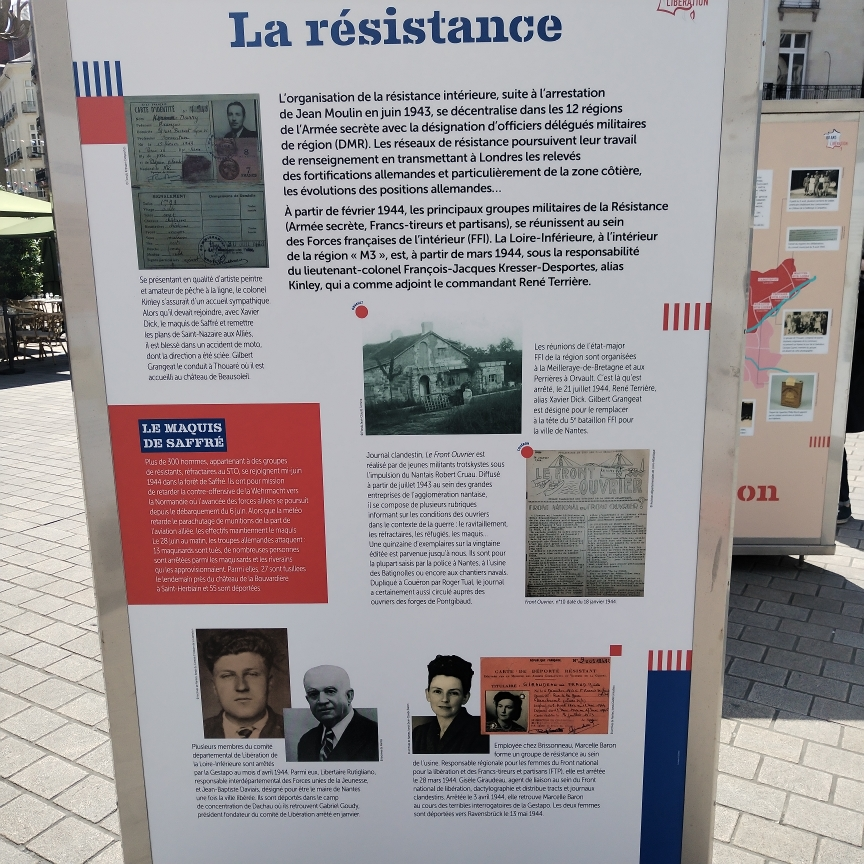

À Rezé, la place où se trouve l'hôtel de ville porte son nom ; son buste orne le square de la Fraternité situé au pied de la Cité radieuse de Le Corbusier.
- À Nantes, un buste en bronze sur socle se trouve dans le square portant son nom[15]qui forme la pointe ouest de l'île Feydeau[16].

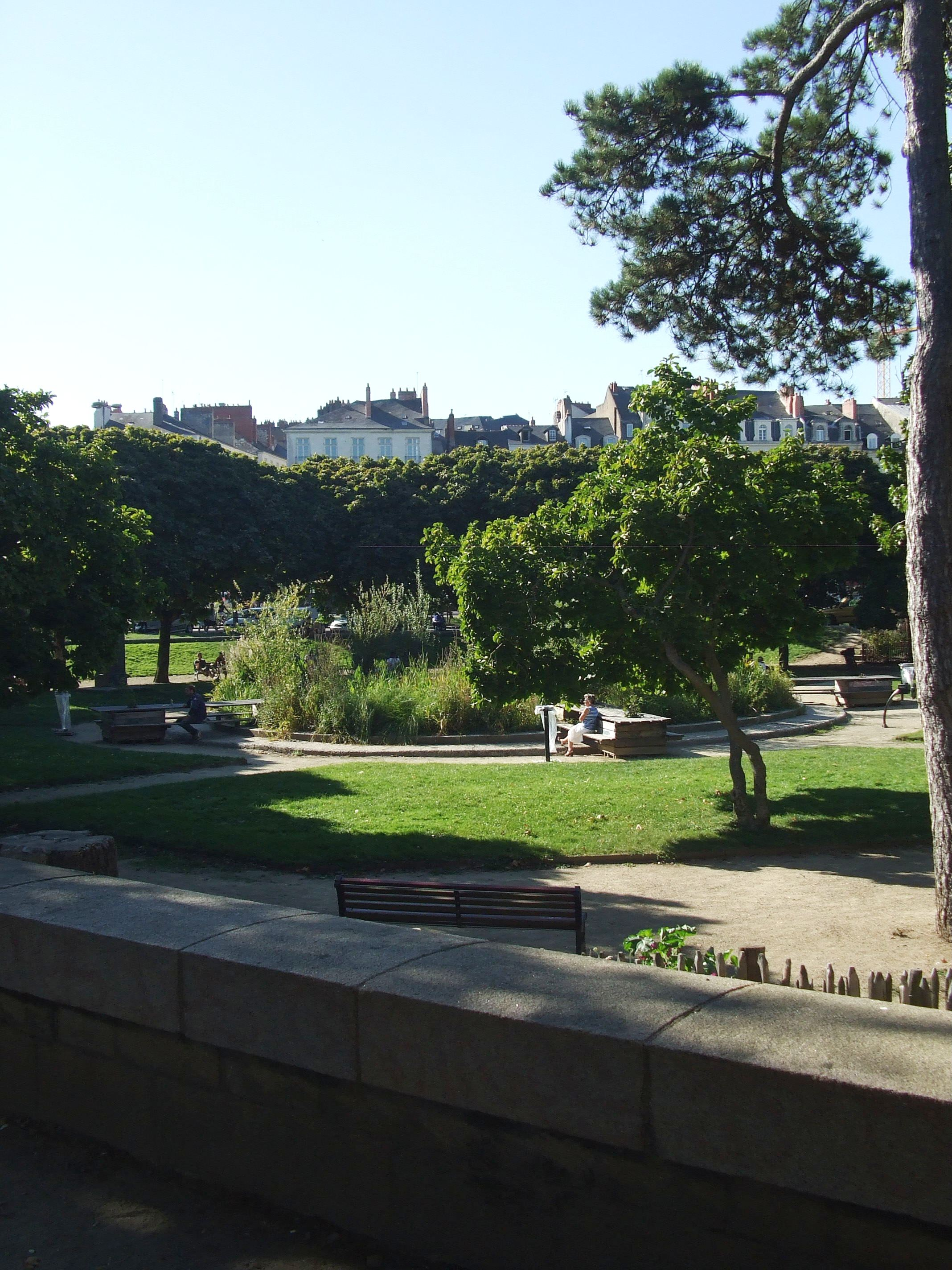
Square Jean-Baptiste Daviais

- La Ville de Nantes[17], place Graslin rend hommage à Jean-Baptiste Daviais